# SAE International
SAE International (SAE - Society of Automotive Engineers), originalmente Sociedad de Ingenieros de Automoción, es la organización enfocada en la movilidad de los profesionales en la ingeniería aeroespacial, automoción, y todas las industrias comerciales especializadas en la construcción de los vehículos. El principal objetivo de la sociedad es el desarrollo de los estándares para todos los tipos de vehículos, incluyendo coches, camiones, barcos, aviones, etc. Cada uno que se interese por los factores humanos y los estándares ergonómicos, puede ser miembro de esta organización.

## Historia
A principios del siglo XX había en Estados Unidos docenas de fabricantes de automóviles. Muchos de ellos se unieron a asociaciones comerciales, que les permitían promocionar la industria e informar más al público sobre todo lo que está relacionado de algún modo con los automóviles. La necesidad de protección de las patentes y el desarrollo de los estándares dentro de la ingeniería surgió en esa época.
Dos periodistas especializados en el área, Peter Heldt (The Horseless Age) y Horace Swetland (The Automobile), defendieron la creación de la SAE. Heldt escribió en junio de 1902 un editorial en el que dijo:"Ahora se ha creado una tendencia gracias a la cual los fabricantes siguen las reglas generalmente aceptadas y aumentan constantemente las preguntas técnicas. Para responder a éstas es necesaria la cooperación entre los técnicos del área. Para solucionarlo de la mejor manera posible habría que contactar con la sociedad técnica. La actividad de ésta estaría enfocada a la parte técnica de los automóviles". Igual que Heldt, Swetland también utilizó su fuerza editorial para mostrar su apoyo a la idea de creación de una organización como la SAE. Más tarde fue él quien se convirtió en uno de sus primeros empleados.
Empezando como la Sociedad de Ingenieros de Automóviles en 1905, el propósito original de la SAE fue la promoción del uso de los estándares en la naciente industria de los automóviles (inicialmente en Estados Unidos) y el mejor intercambio de ideas y expertos, como ya era usual en otras industrias.
Aunque el principio fue modesto, con tan solo 30 empleados (Andrew L. Riker era el primer presidente, y Henry Ford primer vicepresidente), el número de los miembros aumentó rápidamente. El número de miembros llegó a alcanzar la cifra de 1800 en 1916 y en ese momento la SAE decidió centrarse en todos los tipos de vehículos incluyendo los aviones, barcos, las máquinas agrícolas, etc. La palabra "automotriz" (del griego autos, que significa "solo" y del latín motivus, que significa "movimiento") fue adoptada por la sociedad para describir todos los tipos de vehículos, y el nombre se cambió. Otras personas importantes que apoyaban la organización eran Thomas Edison, Glenn Curtiss, Glenn Martin, y Orville Wright.
Charles Kettering era el presidente de la SAE durante la Primera Guerra Mundial y vio como el número de miembros alcanzó los 5 000. En esos tiempos SAE le dio mucha importancia al desarrollo de la actividad de sus miembros, que podían expresarse mediante la prensa local llamada Secciones. Después de la Segunda Guerra Mundial la sociedad estableció relaciones con otras sociedades especializadas en el área de todo el mundo, y desde entonces ha fundado filiales en muchos países que antes no tenían nada parecido, incluyendo Brasil, India, China, Rusia, Rumania y Egipto. Antes de 1980 el número de miembros alcanzó los 35 000.

## Estándares
SAE ha establecido un número de estándares usados en la industria de los automóviles y en muchas otras.

### Estándares de los automóviles
Para los estándares de los automóviles son los estándares más familiares para el consumidor estadounidense, e incluyen:
- medida de la fuerza de los automóviles en caballos de potencia (SAE Net Horsepower), la cual se sigue en Estados Unidos desde la década de los años 70,
- los estándares de la clasificación del aceite de motor,
- medidas de las herramientas,
- todos los vehículos modernos están equipados con el sistema diagnóstico conocido como On-Board Diagnostics II (OBDII). Si este funciona mal, la luz de control del motor se enciende para avisar al conductor que tiene que revisar los códigos DTC (Diagnostic Trouble Codes):

SAE J1962 define la clavija del conector OBD II
SAE-J1850 define el protocolo para el conector OBD II (reemplazado por SAE-J2284 en 2008)
SAE-J2284 define la versión específica de CAN bus usado en el conector OBD II
SAE-J1939 las pruebas recomendadas para el control del vehículo y la comunicación dentro de su red
Electric Vehicle Conductive Charge Coupler
Además, SAE fomenta el diseño de los vehículos según los principios de los factores humanos. SAE es una de las organizaciones que más influencia tiene con respeto a la ergonomía en el diseño de los vehículos.
Los factores humanos y los estándares ergonómicos publicados en SAE incluyen lo siguiente:
J2094 200101:Las modificaciones de los vehículos y del control de los conductores con la discapacidad física.
J1139 199907:Dirección de la automoción para el control manual.
J1903 199707:El control adaptable del conductor, manual.
J941 200801: La localización del motor del vehículo.
J287 200702: La capacidad del conductor para alcanzar el control.
J899 200705: Las dimensiones del asiento del operador.
J1163 200612:Index Point del asiento.
J1814 200303:Control del conductor.
J1050 200301:Descripción y medida de la vista del conductor.
J2119 199710:El control manual para los conductores con experiencia.
J2331 200212:La vista del conductor — La evaluación en la ingeniería.
J153 198705: Las precauciones del operador.
J2217 199110:Las reglas fotométricas para el panel de instrucciones.

### Aerospace Standards
Aerospace Standards (AS), Aerospaces Recommended Practices (ARP) y Aerospace Information Reports (AIR), son pautas para el diseño y la fabricación de aviones y sistemas de aviones electrónicos:
- Aerospace Standards (AS) está compuesto por misiles, el cuerpo del avión, lanzamiento de cohetes, un propulsor, una hélice y un equipo de accesorios.

- Aerospaces Recommended Practices (ARP) son recomendaciones para la ingeniería práctica

- Aerospace Information Reports (AIR) contiene los datos de la base de la ingeniería práctica

El Aerospace Standards (AS) es el más conocido de la Sociedad de Ingenieros de Automoción e incluye:
- el ARP4754 que combina los procesos y la certificación de los sistemas de los aviones

## Congresos
La Sociedad de Ingenieros de Automoción celebra varios congresos llamados Sociedad de Ingenieros de Automoción World Compress. También dirige un congreso bienal llamado Convergence en nombre de la asociación electrónica de transporte. La Sociedad de Ingenieros de Automoción ha sido organizada por el Internacional Conference on Environmental Systems,un congreso anual enfocado en los sistemas del espacio desde su comienzo tras el congreso del año 2009.

### Otras contribuciones
La Sociedad de Ingenieros de Automoción organiza doce competiciones de diseño entre universitarios llamado Collegiate Design Competitions evento que reta a los estudiantes diseñar y construir vehículos funcionales en un ámbito competitivo. Estas competiciones de diseño reúnen a más de 4.500 estudiantes de 500 universidades de todo el mundo. La Sociedad de Ingenieros de Automoción, Collegiate Design Contests, incluye los temas siguientes: Formula SAE, Formula Hybrid, SAE Aero Design, SAE Mini Baja, y SAE Clean Snowmobile Challenge. La Sociedad de Ingenieros de Automoción se esfuerza en animar y apoyar las habilidades de los jóvenes relacionadas con las matemáticas y las ciencias en las distintas comunidades en las cuales se usan. La SAE Foundation recauda fondos para apoyar la elaboración de programas matemáticos y científicos. Además, la Sociedad de Ingenieros de Automoción ha desarrollado un plan de estudios para complementar el aprendizaje en las escuelas públicas.

### Controversia acerca del acceso a la base de datos de la SAE
En abril de 2007, MIT canceló su suscripción a la Sociedad de Ingenieros de Automoción porque se requería el Digital Rights Management (DRM) tecnología implantada en su página web. Después de muchas discusiones la Sociedad de Ingenieros de Automoción International's Publications Board votó para que se quitará de los colegios, universidades y otras instituciones académicas, en octubre de 2007, el Digital Rights Management (DRM). Una vez abierto el documento del Digital Rights Management (DRM), en noviembre de 2007, las bibliotecas MIT volvieron a suscribirse a los artículos de servicio de suscripción de la Sociedad de Ingenieros de Automoción.

## Publicaciones
La Sociedad Internacional de Ingenieros de Automoción ha estado publicando información técnica desde el año 1906. Además de publicar todos los meses revistas industrias como Automotive Engineering International, Aerospace Engineering and Manufacturing, Off Highway Engineering, Truck and Bus Engineering, SAE Vehicle Engineering, además de boletines informativos y varias revistas, también produce, mensualmente, actualizaciones, boletín informativo de sus miembros y publica más de cien libros al año. Tiene una gama de compilaciones de varios temas técnicos, libros de texto entre otros y todo esto constituye una variedad para los lectores. Recientemente, la Sociedad de Ingenieros de Automoción rediseñó su librería en línea y, a partir de agosto de 2009, empezará a ofrecer a sus clientes una selección de libros electrónicos.

## Miembros importantes
- Horace Swetland
- Andrew L. Riker
- Henry Ford
- Thomas Edison
- Glenn Martin
- Orville Wright
- Charles Kettering
- Harry Cheesbrough
- Mohan Rao
- SAE ESIME Zacatenco

### Diagnostic Trouble Codes
- Actron.com: OBD II Diagnostic Trouble Code (DTC) Definitions.
- Fault codes finder
- DTCsearch.com: generic and manufacturer-specific diagnostic trouble codes.
- OBD-II DTC Definitions List and Articles
- SAE five character Diagnostic Trouble Code (DTC) Archivado el 7 de septiembre de 2009 en Wayback Machine..
- Avtoshkola, Kursi vojdeniya

- Datos: Q1427072
- Multimedia: SAE International / Q1427072